# Tredje Taiwansundskrisen
Tredje Taiwansundskrisen (台灣海峽飛彈危機; Táiwān Hǎixiá fēidàn wēijī) eller Taiwansundskrisen 1996 var en konflikt mellan Kina, Taiwan och USA efter en serie tester av missiler utförda av Kina i vattnet runt Taiwan och i Taiwansundet mellan 21 juli 1995 och 23 mars 1996. Krisen ledde till militära styrkedemonstrationer från Kina och USA, men inte till några direkta militära konfrontationer. Krisen upphörde efter Taiwans presidentval 23 mars 1996.

## Bakgrund
Sedan 1949 då Chiang Kai-shek flyttade till Taiwan efter förlusten i kinesiska inbördeskriget mot Mao Zedong har fastlandskina och Taiwan inte officiellt erkänt varandras suveränitet, utan båda anser sig representera den legitima regeringen över hela Kina. USA:s ställning i frågan är att ett återförenande ska skötas av kineserna själva under fredliga former. 1979 antog USA Taiwan Relations Act som slår fast att USA kommer att stödja Taiwan vid en eventuell militär konflikt med Kina.

## Upptakt
Under ett besöka av Taiwans president Lee Teng-hui på Cornell University i Ithaca i juni 1995 använde han upprepade gånger termen "Republic of China on Taiwan", vilket upplevdes utmanande av Kina. Kinas president Jiang Zemin hade även motsatt sig att Lee Teng-hui besökte USA. Detta resulterade i att Kinas försvarsminister övertygade Jiang Zemin att en militär kraftdemonstration var nödvändig. 21 till 26 juli 1995 testsköt Kina sex kärnvapenkapabla missiler drygt 100 km norr om Taiwan i kombination med fördömanden mot Lee Teng-huis besök på Cornell University. Samtidigt mobiliserade folkets befrielsearmé styrkor och ett antal Shenyang Jian-8-jaktplan längs Fujians kust.
15 till 25 augusti 1995 utförde Kina ytterligare missiltester i Östkinesiska havet, vilket de normalt gör varje år, men denna gången offentliggjordes testerna. I samband med missiltesterna rapporterade Taiwans underrättelsetjänst att Kina planerade en kombinerad flyg- och marinövning och att ett antal Chengdu Jian-7 och Shenyang Jian-8-jaktplan mobiliserats nära Taiwan. Kina fortsatte i början av 1996 att mobilisera 100 000 soldater längs kusten. 19 december 1995 passerade det amerikanska hangarfartyget USS Nimitz Taiwansundet på väg mot Indiska oceanen för att i enighet med Taiwan Relations Act stödja Taiwan mot Kina. Dock motiverade USA USS Nimitzs vägval genom Taiwansundet med dåligt väder.

## Förlopp

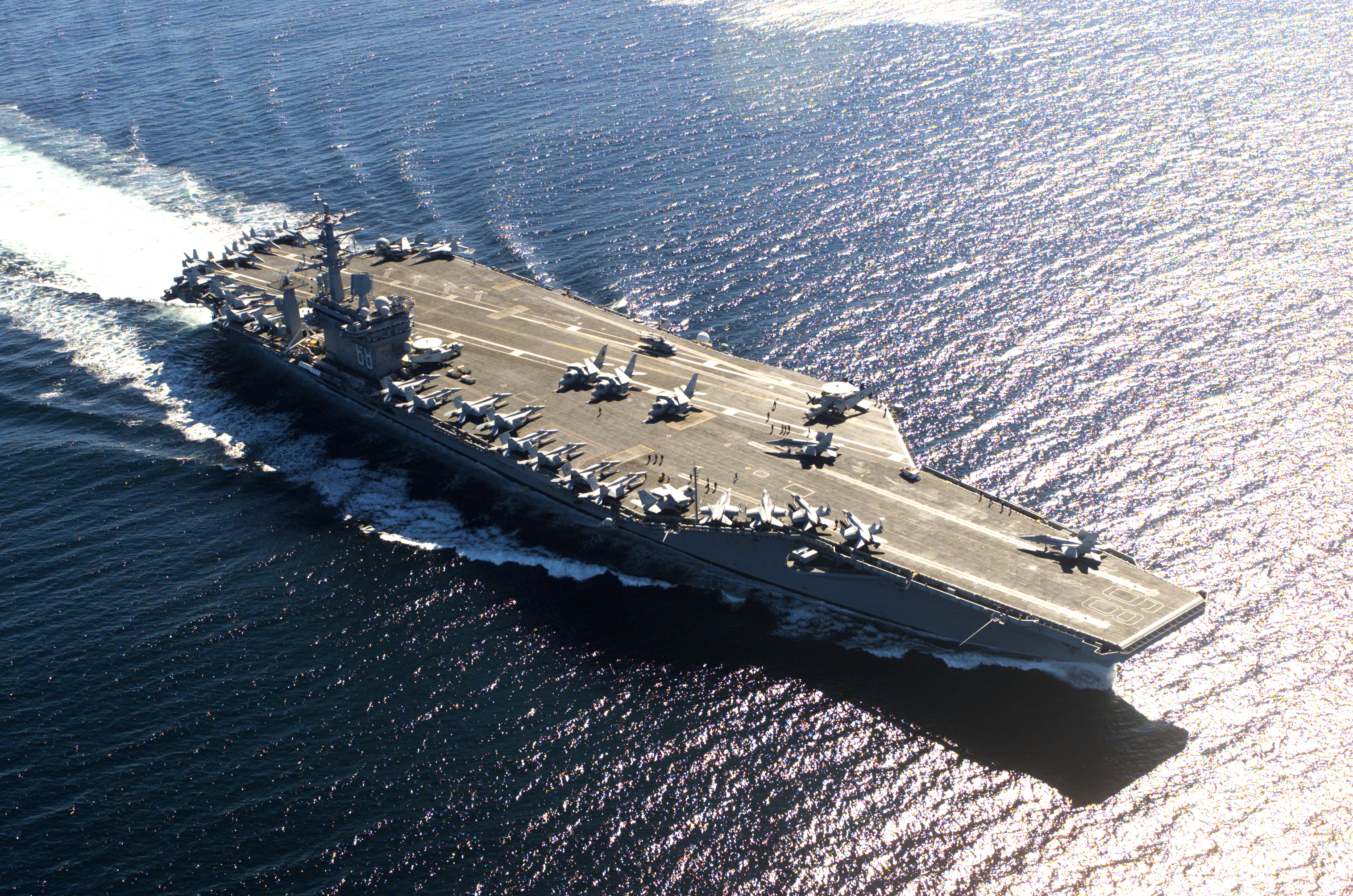
Det amerikanska Hangarfartyget USS Nimitz som var en del av USA:s närvaro vid Tredje Taiwansundskrisen.

23 mars 1996 skulle Taiwans första direkta presidentval hållas. Den 5 mars offentliggjorde Kina att de planerade militärövningar i Taiwansundet med missiltester 8 till 15 mars nära Taiwans två största och viktigaste hamnstäder; 55 km öster om Chilung i norr och 50 km väster om Kaohsiung i söder. Missiltesterna utfördes i vissa fall så nära som mindre än 40 km från Taiwans kust. Kinas militärövningar fortsatte utanför Shantou fram till 20 mars. 23 mars omvaldes Lee Teng-hui som Taiwans president trots Kinas militäruppvisning.
De kinesiska militärövningarna övervakades av den amerikanska stillahavsflottan som markerade sin närvaro vilket skapade en ökad spänning i konflikten. Hangarfartyget USS Independence med tillhörande flotta var stationerad utanför Taiwans ostkust. Även söder om Taiwan opererade den amerikanska kryssaren USS Bunker Hill. Även USS Nimitz som passerade sundet i december återkom innan valet 23 mars. Kampanjen var den största amerikanska närvaron i Asien sedan Vietnamkriget. Kinas premiärminister Li Peng varnade Washington för att göra en styrkedemonstration genom att passera Taiwansundet med militära fartyg, och Amerikas försvarsminister William Perry svarade skrytsamt att Kinas militärmakt är stor, men den amerikanska är den främsta och den starkaste. Den amerikanska flottan valde efter övervägande dock att aldrig passera sundet och kom aldrig i direkt kontakt med de kinesiska övningarna.
| ”                                          | Peking ska veta, och detta kommer att påminna dem, att medan de är en stor militärmakt, den främsta -- den starkaste -- militärmakten i västra Stilla havet är USA. | „ |
| – William Perry, Amerikas försvarsminister | |   |

## Eftermäle
Spänningarna i Taiwansundet minskade efter valet, och relationen mellan Kina och USA förbättrades senare. Under hösten 1997 besökte Kinas president Jiang Zemin USA, och i juni 1998 besökte USA:s president Bill Clinton Kina.